# کوداشوو (شهرستان اوچالینسکی، باشقیرستان)
کوداشوو (انگلیسی: Kudashevo, Uchalinsky District, Republic of Bashkortostan) یک شهرک در شهرستان اوچالینسکی استان باشقیرستان کشور روسیه است.